# ماريا جوليا كازانوفا
ماريا جوليا كازانوفا هي كاتِبة ومخرجة كوبية، ولدت في 1916 في هافانا في كوبا، وتوفيت في 2004 في ميامي في الولايات المتحدة.

## وصلات خارجية
- ماريا جوليا كازانوفا على موقع IMDb (الإنجليزية)